# レイ・マッカラム
レイ・マイケル・マッカラム・ジュニア (Ray Michael McCallum, Jr 1991年6月12日 - )は、アメリカ合衆国ウィスコンシン州マディソン出身のプロバスケットボール選手。身長188cm、体重86kg。ポジションはポイントガード。

## 来歴

### ハイスクール
ミシガン州の "ミスター・バスケットボール" の投票で3位だったマッカラムは、2010年にマクドナルド・オール・アメリカン、パレード誌のオール・アメリカンに選出され、大学進学に際し、ESPNのリクルートサイトで、全体17位の格付けを受けた。

### カレッジ
UCLA、アリゾナ大学、オクラホマ大学、フロリダ大学からのリクルートを受けたものの、父がヘッドコーチを務める地元のデトロイト大学に進学。4年間プレーした後に2013年のNBAドラフトでサクラメント・キングスから36位で指名された。

### NBA

#### サクラメント・キングス
1年目は45試合に出場。2年目の2014-15シーズンは、ダレン・コリソンが怪我でシーズン途中から全休したこともあり、68試合出場で30試合をスタメンで出場し、低迷するキングスを支えた。

#### サンアントニオ・スパーズ
2015年7月9日、将来のドラフト2巡目指名権と交換で、サンアントニオ・スパーズに移籍し、FAでトロントへ移籍したコーリー・ジョセフの務めていた第3ポイントガードとしての起用が期待されていたが、選手層の厚いスパーズの中で力を発揮することが出来ず、2016年2月29日に、アンドレ・ミラーの入団に伴い、ロースター枠を空けるために解雇された。

#### メンフィス・グリズリーズ
2016年3月12日、マイク・コンリーやマリオ・チャルマーズなど、ポイントガード陣に負傷者が続出したメンフィス・グリズリーズに10日間契約で加入。その日のアトランタ・ホークス戦で早速27分間出場し、13得点を記録した が、同月31日に解雇された。

#### グランドラピッズ・ドライブ
2016年7月25日、デトロイト・ピストンズと契約した ものの、シーズン開幕直前に解雇。29日に傘下のグランドラピッズ・ドライブに送られ、Dリーグで平均18,2得点を記録したマッカラムは、2017年2月4日にシャーロット・ホーネッツと10日間契約を結んだ。

#### ヨーロッパへ
2017年7月31日、リーガACBのCBマラガと契約した。以降もヨーロッパなどでプレーしている。

## 人物
- 父のレイ・マッカラム・シニア (Ray McCallum Sr.)も元バスケットボール選手で、現在はテューレーン大学のコーチを務めている。その父に敬意を表する為に、数年前から登録名を『レイ・マッカラム・ジュニア』(Ray McCallum Jr.)に変更している。

## NBA スタッツ

### レギュラーシーズン
| シーズン | チーム       | GP  | GS | MPG  | FG%  | 3P%  | FT%   | RPG | APG | SPG | BPG | PPG |
| -------- | ------------ | --- | -- | ---- | ---- | ---- | ----- | --- | --- | --- | --- | --- |
| 2013–14  | キングス     | 45  | 10 | 19.9 | .377 | .373 | .744  | 1.8 | 2.7 | 0.5 | 0.2 | 6.2 |
| 2014–15  | キングス     | 68  | 30 | 21.1 | .438 | .306 | .679  | 2.6 | 2.8 | 0.7 | 0.2 | 7.4 |
| 2015–16  | スパーズ     | 31  | 3  | 8.3  | .403 | .313 | .900  | 1.0 | 1.1 | 0.2 | 0.1 | 2.2 |
| 2015–16  | グリズリーズ | 10  | 3  | 21.9 | .354 | .385 | '.600 | 1.6 | 2.7 | 0.7 | 0.3 | 6.9 |
| Career   |              | 154 | 46 | 18.2 | .408 | .335 | .711  | 2.0 | 2.4 | 0.5 | 0.2 | 6.0 |